# Nibelungenstadt
Une Nibelungenstadt est une ville ou un endroit revendiquant un rapport avec les Nibelungen ou la Chanson des Nibelungen. À moins que le lieu ne soit mentionné clairement dans le texte (par exemple Worms), la question de savoir si un lieu fait vraiment partie du récit fait souvent l'objet de débat scientifique.
Le titre de Nibelungenstadt sert par conséquent surtout d’étiquette marketing. Une Association des Nibelungenstädte rassemble plus de 50 villes ou communes d’Allemagne, d’Autriche et de Hongrie pour organiser des événements ou des festivals. Par exemple, On organise également et régulièrement les Nibelungentage (« journées des Nibelungen »), dont les premiers eurent lieu à Plattling, Worms et Freudenberg en 2004.

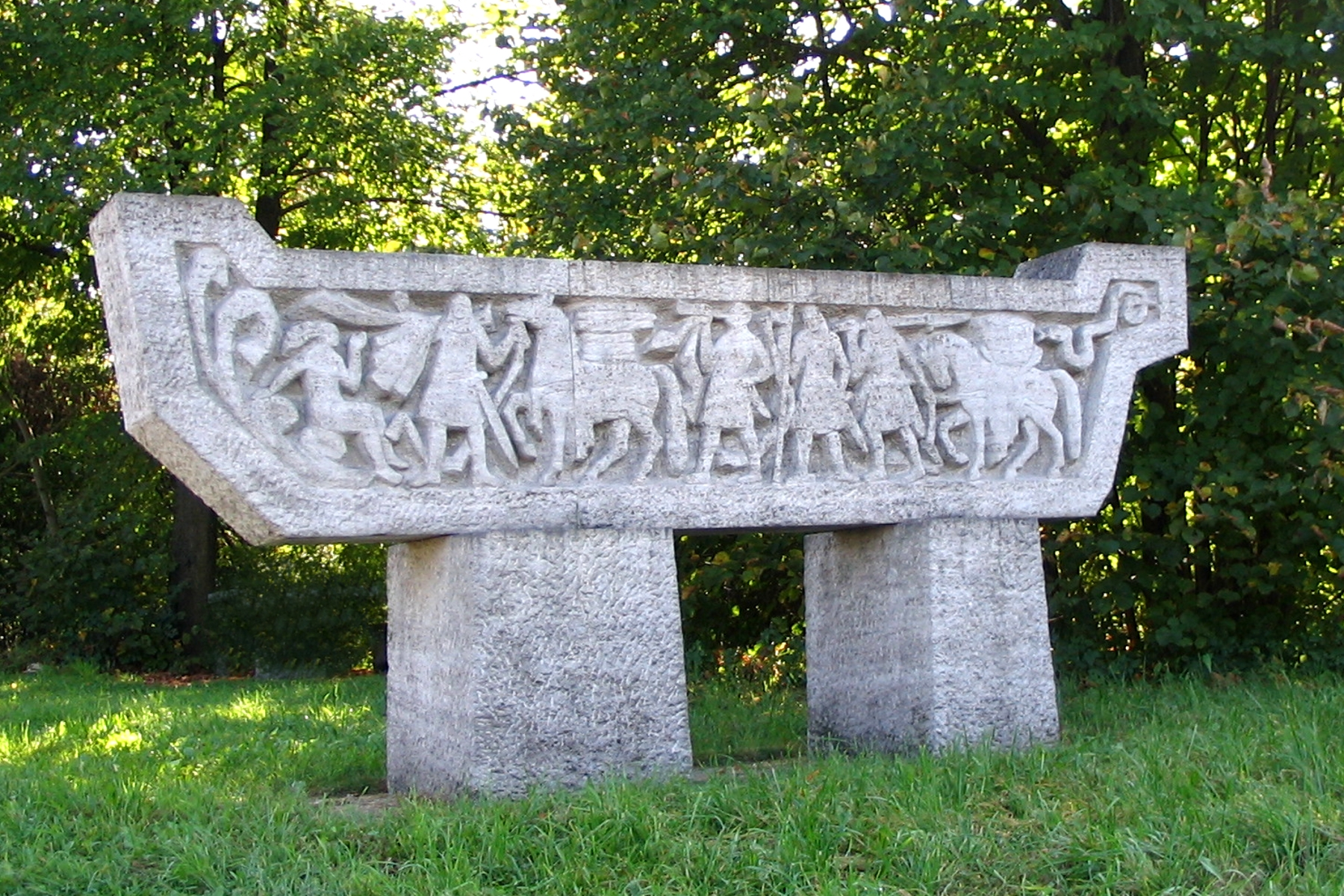
Großmehring Oberbayern : Hagen franchit le Danube avec les Nibelungen

Les plus connues des Nibelungenstädte sont les suivantes :
- Alzey (Volker von Alzey est un personnage de la Chanson des Nibelungen)
- Beerfelden
- Fürth (Odenwald)
- Gernsheim
- Gran, en hongrois : Esztergom
- Grasellenbach (lieu possible du meurtre de Siegfried, le tueur du dragon)
- Großmehring (commune en Haute-Bavière → traversée du Danube des Nibelungen)
- Hohenems, Österreich (en 1755 découverte du manuscrit C dans le palais de Hohenems ; en 1779 le manuscrit A.)
- Königswinter (lieu dans le L'Anneau du Nibelung de Richard Wagner)
- Lindenfels
- Lorsch (d'après le manuscrit C l'endroit du cercueil de Siegfried)
- Mautern (étape sur la route vers Ofen)
- Miltenberg
- Passau (probablement la ville de la création de la Chanson des Nibelungen)
- Pförring (village à Haute-Bavière)
- Eferding (Nuit de Kriemhild)
- Plattling (indiquée dans le Nibelungenlied)
- Pöchlarn (Rüdiger von Bechelaren (de))
- Traismauer (étape sur la route vers Ofen)
- Tulln (étape sur la route vers Ofen)
- Vienne (le mariage de Krimhild et Etzel)
- Worms (siège des rois des Burgondes, lieu des premières scènes de la Chanson des Nibelungen)
- Xanten (résidence du roi Siegmund, père de Siegfried)

## Littérature
- Walter Hansen, Wo Siegfried starb und Kriemhild liebte. Die Schauplätze des Nibelungenliedes. dtv (de), Munich, 2004

## Liens
- Arbeitsgemeinschaft der Nibelungenstädte
- Webseite der Städte an der Nibelungenroute

- (de) Cet article est partiellement ou en totalité issu de l’article de Wikipédia en allemand intitulé « Nibelungenstadt » (voir la liste des auteurs).